# Hermaeophaga ruficollis
Hermaeophaga ruficollis es una especie de insecto coleóptero de la familia Chrysomelidae. Fue descrita científicamente en 1849 por Lucas.